# Zwierzęta objęte częściową ochroną gatunkową w Polsce (2014–2017)
Zwierzęta objęte częściową ochroną gatunkową w Polsce (2014-2017) – lista taksonów zwierząt, które zostały objęte częściową ochroną gatunkową zgodnie z Rozporządzeniem Ministra Środowiska z dnia 6 października 2014 r. w sprawie ochrony gatunkowej zwierząt. Lista ta zastąpiła poprzednią listę i obowiązywała od 8 października 2014 r. do 1 stycznia 2017 r., kiedy w życie weszło nowe rozporządzenie.
Rozporządzenie ministra środowiska z 6 października 2014 roku objęło częściową ochroną gatunkową następujące zwierzęta:

## Ssaki (Mammalia)
- gronostaj (Mustela erminea)
- łasica (Mustela nivalis)
- wydra (Lutra lutra)
- jeżowate – wszystkie gatunki (Erinaceidae)
- bóbr europejski (Castor fiber)
- karczownik mniejszy (karczownik górski[3][4]) – osobniki znajdujące się poza terenem ogrodów, upraw ogrodniczych, szkółek leśnych (Arvicola scherman)
- karczownik ziemnowodny – osobniki znajdujące się poza terenem ogrodów, upraw ogrodniczych, szkółek leśnych (Arvicola amphibius)
- badylarka (Micromys minutus)
- mysz zaroślowa (Apodemus sylvaticus)
- mysz zielna (m. małooka) (Apodemus uralensis)
- wiewiórka pospolita (Sciurus vulgaris)
- popielica (Glis glis)
- ryjówkowate – wszystkie gatunki (Soricidae)
- kret – osobniki znajdujące się poza terenem ogrodów, upraw ogrodniczych, szkółek leśnych, trawiastych lotnisk, ziemnych konstrukcji hydrotechnicznych oraz obiektów sportowych (Talpa europaea)

## Ptaki (Aves)
- mewa srebrzysta (Larus argentatus)
- mewa białogłowa (Larus cachinnans)
- czapla siwa (Ardea cinerea)
- gołąb miejski (Columba livia forma urbana)
- kruk (Corvus corax)
- wrona siwa (Corvus cornix)
- sroka (Pica pica)
- gawron – osobniki w obszarze administracyjnym miast (Corvus frugilegus)
- kormoran (Phalacrocorax carbo)

## Gady (Reptilia)
- padalec zwyczajny (Anguis fragilis)
- zaskroniec zwyczajny (Natrix natrix)
- jaszczurka zwinka (Lacerta agilis)
- jaszczurka żyworodna (Zootoca vivipara)
- żmija zygzakowata (Vipera berus)

## Płazy (Amphibia)
- ropucha szara (Bufo bufo)
- żaba wodna (Pelophylax esculentus (Rana esculenta))
- żaba jeziorkowa (Pelophylax lessonae (Rana lessonae))
- żaba śmieszka (Pelophylax ridibundus (Rana ridibunda))
- żaba trawna (Rana temporaria)
- traszka zwyczajna (Lissotriton vulgaris (Triturus vulgaris))
- traszka górska (Ichthyosaura alpestris (Triturus alpestris))
- salamandra plamista (Salamandra salamandra)

## Ryby promieniopłetwe (Actinopterygii)
- aloza (Alosa alosa)
- parposz (Alosa fallax)
- śliz pospolity (Barbatula barbatula)
- koza dunajska (Cobitis elongatoides)
- koza pospolita (Cobitis taenia)
- piskorz (Misgurnus fossilis)
- piekielnica (Alburnoides bipunctatus)
- brzanka (Barbus peloponnesius (B. carpthicus, B. meridionalis))
- ciosa – osobniki poza populacją Zalewu Wiślanego (Pelecus cultratus)
- różanka (Rhodeus sericeus)
- kiełb białopłetwy (Romanogobio albipinnatus)
- kiełb Kesslera (Romanogobio kessleri)
- pocierniec (Spinachia spinachia)
- babka czarnoplamka (Gobiusculus flavescens)
- babka piaskowa (Pomatoschistus microps)
- babka mała (Pomatoschistus minutus)
- taśmiak długi (Lumpenus lampretaeformis)
- wężynka (Nerophis ophidion)
- iglicznia (Syngnathus typhle)
- głowacz białopłetwy (Cottus gobio)
- głowacz pręgopłetwy (Cottus poecilopus)
- kur rogacz (Myoxocephalus quadricornis)
- dennik (Liparis liparis)

## Ryby cefalaspidokształtne (Cephalaspidomorphi)
- minóg ukraiński (Eudontomyzon mariae)
- minóg rzeczny (Lampetra fluviatilis)
- minóg strumieniowy (Lampetra planeri)

## Małże (Bivalvia)
- gałeczka rzeczna (Sphaerium rivicola)
- groszkówka głębinowa (Pisidium conventus)
- szczeżuja wielka (Anodonta cygnea)
- szczeżuja spłaszczona (Pseudoanodonta complanata)

## Ślimaki (Gastropoda)
- igliczek karpacki (Acicula parcelineata)
- zawójka rzeczna (Borysthenia naticina)
- źródlarka czerwonawa (Bythinella metarubra)
- źródlarka żywiecka (Bythinella zyvionteki)
- źródlarka Micherdzińskiego (Bythinella micherdzinskii)
- pomrowik mołdawski (Deroceras moldavicum)
- ślimak ostrokrawędzisty (Helicigona lapicida)
- ślimak żółtawy (Helix lutescens)
- ślimak winniczek (Helix pomatia)
- ślimak Bąkowskiego (Petasina bakowskii (Trichia bakowskii))
- ślimak Bielza (Petasina bielzi (Trichia bielzi))
- ślimak wielkozębny (Perforatella dibothrion)
- błotniarka otułka (Myxas glutinosa)
- pomrowiec nakrapiany (Tandonia rustica)
- bursztynka piaskowa (Quickella arenaria (Catinella arenaria))
- poczwarówka Geyera (Vertigo geyeri)
- poczwarówka zmienna (Vertigo genesii)
- alderia niepozorna (Alderia modesta)

## Pajęczaki (Arachnida)
- poskocz krasny (Eresus cinnaberinus) (Eresus niger, Eresus kollari)
- Bathyphantes eumenis
- Yllenus arenarius

## Skrzelonogi (Branchiopoda)
- zadychra pospolita (Branchipus schaefferi)
- małżynka czteroroga (Cyzicus tetracerus)
- Lynceus brachyurus
- przekopnica właściwa (Triops cancriformis)

## Pancerzowce (Malacostracta)
- zmieraczek plażowy (Talitrus saltator)
- rak rzeczny (szlachetny) (Astacus astacus)
- rak stawowy (błotny) (Astacus leptodactylus)

## Owady (Insecta)
- poraj (Dicerca moesta)
- pysznik jodłowy (Eurythyrea austriaca)
- pysznik dębowy (Eurythyrea quercus)
- tęcznik dołkowany (liszkarz dołkowany) (Calosoma auropunctatum)
- tęcznik mniejszy (Calosoma inquisitor)
- tęcznik liszkarz (Calosoma sycophanta)
- biegacz zielonozłoty (Carabus auronitens)
- biegacz bagienny (Carabus clathratus)
- biegacz wypukły (Carabus convexus)
- biegacz skórzasty (Carabus coriaceus)
- biegacz wspaniały (Carabus excellens)
- biegacz gładki (Carabus glabratus)
- biegacz pomarszczony (Carabus intricatus)
- biegacz dołkowany (Carabus irregularis)
- biegacz obrzeżony (Carabus marginalis)
- biegacz Menetriesa (Carabus menetriesi)
- biegacz szykowny (Carabus nitens)
- biegacz karpacki (Carabus obsoletus)
- biegacz problematyczny (Carabus problematicus)
- biegacz stepowy (Carabus scabriusculus)
- biegacz Scheidlera (Carabus scheidleri)
- biegacz leśny (Carabus sylvestris)
- biegacz transylwański (Carabus transylvanicus)
- biegacz Ulricha (Carabus ulrichii)
- dąbrowiec samotnik (Akimerus schaefferi)
- kozioróg bukowiec (Cerambyx scopolii)
- taraniec płowy (Dorcadion fulvum)
- taraniec jedwabisty (Dorcadion holosericeum)
- taraniec paskowany (Dorcadion scopoli)
- zmorsznik olbrzymi (Macroleptura thoracica)
- zmorsznik białowieski (Stictoleptura variicornis)
- gracz borowy (Tragosoma depsarium)
- jeziornica rdestnicowa (Macroplea appendiculata)
- jeziornica rupiowa (Macroplea mutica)
- pływak lapoński (Dytiscus lapponicus)
- tęgosz rdzawy (Elater ferrugineus)
- pilnicznik fiołkowy (Limoniscus violaceus)
- dębosz (Aesalus scarabaeoide)
- wynurt (Ceruchus chrysomelinus)
- jelonek rogacz (Lucanus cervus)
- wygonak (Ochodaeus chrysomeloides)
- kwietnica okazała (Protaetia aeruginosa)
- Velleius dilatatus
- porobnica mularka (Anthophora parietina)
- porobnica włochatka (Anthophora plumipes)
- porobnica opylona (Anthophora pubescens)
- trzmiel wielkooki (Bombus confusus)
- trzmiel ozdobny (Bombus distinguendus)
- trzmiel wyżynny (Bombus elegans)
- trzmiel olbrzymi (Bombus fragrans)
- trzmiel ogrodowy (Bombus hortorum)
- trzmiel zmienny (Bombus humilis)
- trzmiel parkowy (Bombus hypnorum)
- trzmiel tajgowy (Bombus jonellus)
- trzmiel stepowy (Bombus laesus)
- trzmiel kamiennik (Bombus lapidarius)
- trzmiel gajowy (Bombus lucorum)
- trzmiel grzbietoplamy (Bombus maculidorsis)
- trzmiel żółty (Bombus muscorum)
- trzmiel rudy (Bombus pascuorum)
- trzmiel rdzawoodwłokowy (Bombus pomorum)
- trzmiel leśny (Bombus pratorum)
- trzmiel pirenejski (Bombus pyrenaeus)
- trzmiel rudonogi (Bombus ruderarius)
- trzmiel ciemnopasy (Bombus ruderatus)
- trzmiel czarnopaskowany (Bombus schrencki)
- trzmiel wschodni (Bombus semenoviellus)
- trzmiel żółtopasy (Bombus sichelii)
- trzmiel różnobarwny (Bombus soroeensis)
- trzmiel paskowany (Bombus subterraneus)
- trzmiel rudoszary (Bombus sylvarum)
- trzmiel ziemny (Bombus terrestris)
- trzmiel szary (Bombus veteranus)
- trzmiel sześciozębny (Bombus wurfleini)
- rozrożka chabrowa (Tetralonia dentata)
- zadrzechnia fioletowa (Xylocopa violacea)
- mrówka północna (Formica aquilonia)
- mrówka smętnica (Formica lugubris)
- mrówka ćmawa (Formica polyctena)
- mrówka łąkowa (Formica pratensis)
- mrówka rudnica (m. ruda) (Formica rufa)
- mrówka pniakowa (Formica truncorum)
- modraszek alkon (Maculinea alcon)
- modraszek Rebela (Maculinea rebeli)
- modraszek bagniczek (Plebeius optilete)
- modraszek orion (Scolitantides orion)
- wstęgówka bagienka (Catocala pacta)
- dostojka akwilonaris (Boloria aquilonaris)
- dostojka eunomia (Boloria eunomia)
- skalnik bryzeida (Chazara briseis)
- strzępotek soplaczek (Coenonympha tullia)
- skalnik alcyona (Hipparchia alcyone)
- skalnik driada (Minois dryas)
- pasyn lucylla (Neptis rivularis)
- mszarnik jutta (Oeneis jutta)
- przestrojnik titonus (Pyronia tithonus)
- paź żeglarz (Iphiclides podalirius)
- szlaczkoń szafraniec (Colias myrmidone)
- szlaczkoń torfowiec (Colias palaeno)
- żagnica torfowcowa (Aeshna subarctica)
- łątka zielona (Coenagrion armatum)
- szklarnik leśny (Cordulegaster boltonii)
- miedziopierś górska (Somatochlora alpestris)
- miedziopierś północna (Somatochlora arctica)
- gadziogłówka żółtonoga (Gomphus flavipes)
- straszka północna (Sympecma paedisca)
- krynicznia wilgotka (Crunoecia irrorata)

## Siodełkowce (Clitellata)
- pijawka lekarska (Hirudo medicinalis)